# Hughes H-4
Die Hughes H-4 Hercules (Spitzname Spruce Goose „Fichtengans“ bzw. „schmucke Gans“) ist ein vom Unternehmen Hughes-Kaiser entwickeltes und von Hughes Aircraft Company gebautes Flugboot. Auf die Flügelspannweite bezogen war es das größte jemals geflogene Flugzeug, bis es am 13. April 2019 von der Scaled Composites Stratolaunch abgelöst wurde. Da der einzige Flug der H-4 innerhalb des Bodeneffekts stattfand, ist ihre Flugfähigkeit für darüber hinausgehende Höhen nicht nachgewiesen.

## Geschichte
Henry J. Kaiser, der Hersteller der Liberty-Schiffe, hatte die Vorstellung des Baus einer Flotte von sehr großen Flugbooten, die der Unterstützung des US-amerikanischen Kriegseinsatzes dienen sollten. Er wandte sich an Howard Hughes, den er als Partner gewinnen konnte und der seine Erfahrung im Flugzeugbau einbringen sollte. Zusammen gründeten sie die Hughes-Kaiser Corporation, die einige entsprechende Entwürfe der US-amerikanischen Regierung vorlegte und danach im November 1942 einen Auftrag über 18 Mio. US-Dollar zum Bau von drei großen Flugbooten mit der Bezeichnung HK-1 (Hughes-Kaiser 1) erhielt.

Vergleich der Hughes H-4 mit anderen Großflugzeugen:
,,,,

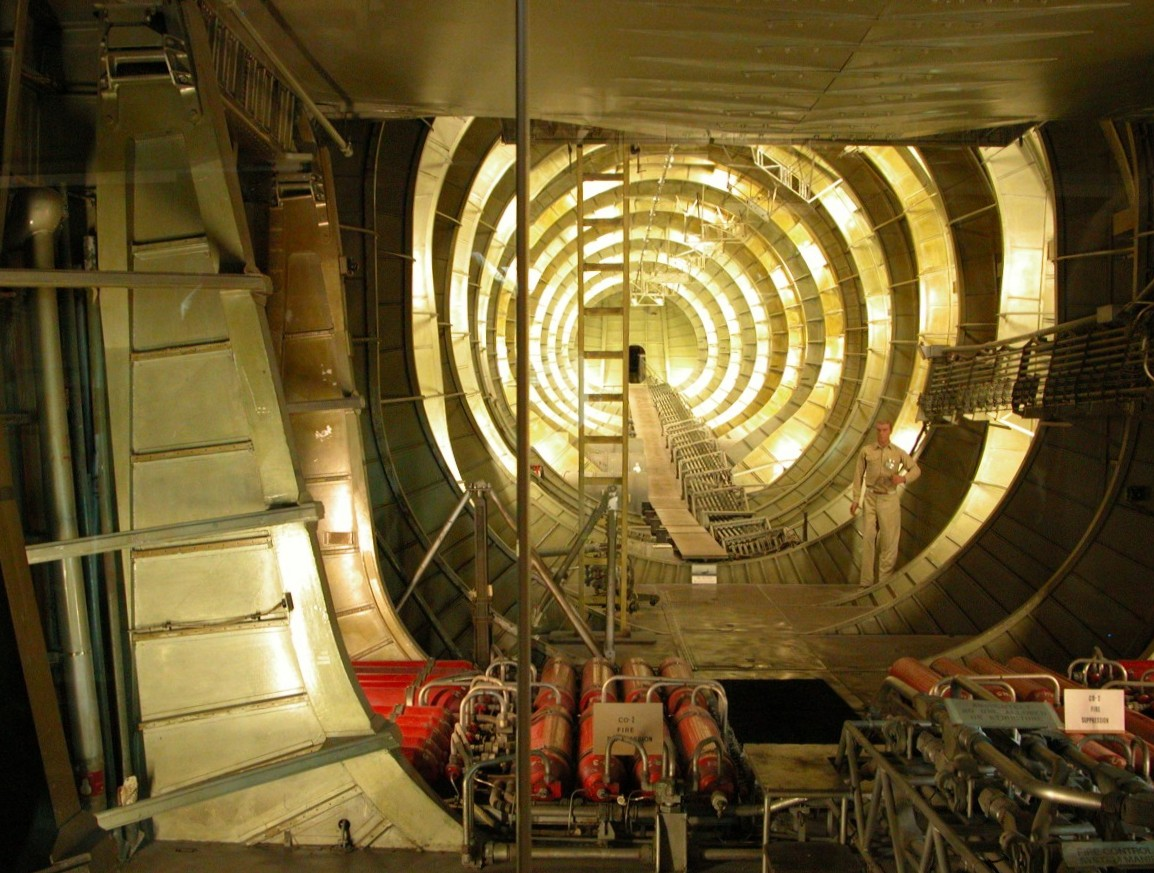
Innenraum der H-4

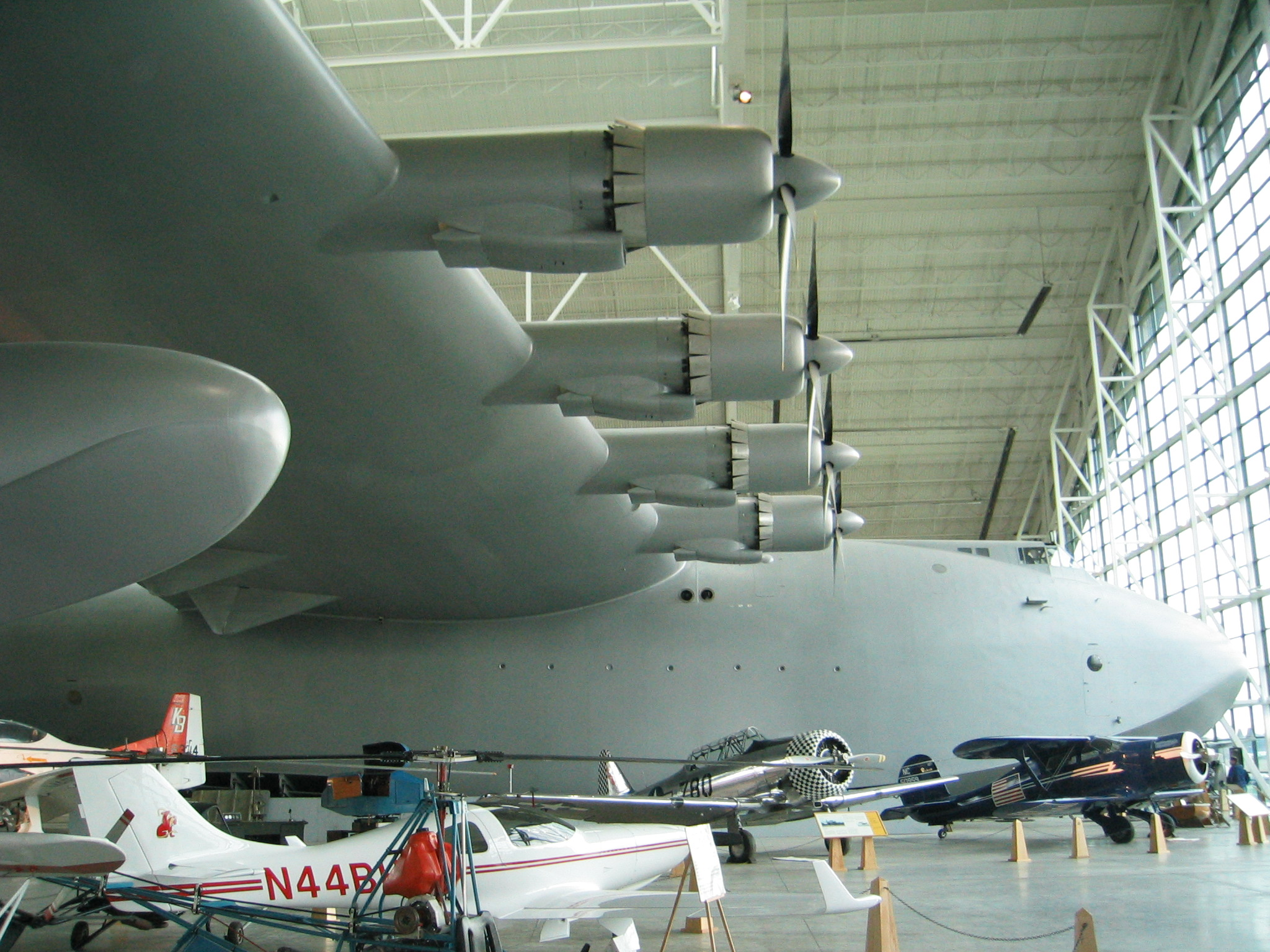
H-4 im Größenvergleich

Eine wesentliche Auflage des Vertrags war die Verwendung von „nicht kriegswichtigen Werkstoffen“ und Arbeitskräften. Somit war nur die Holzbauweise möglich, wobei man hier jedoch Neuland betrat, da vorher niemals ein solch großes Flugzeug aus diesem Werkstoff gebaut worden war. Deswegen erhielt das Flugzeug auch den Spitznamen „Spruce Goose“ (zu Deutsch etwa: „Fichten-Gans“). Tatsächlich wurde aber hauptsächlich laminiertes Birkenholz in der Form von Duramold verwendet. Dieses Verfahren erlaubte die Herstellung von doppelt gekrümmten Flächen mittels Phenol-Formaldehydharz-getränktem Sperrholz, das mit hohem Druck und bei hoher Temperatur in die entsprechende Form gepresst wurde.
Für Kaiser wurde bald erkennbar, dass seine Erfahrungen und Einrichtungen für den Bau von Schiffen nur von geringem Nutzen beim Bau großer Holz-Flugzeuge waren. Er zog sich daraufhin aus dem Projekt zurück. Die nun als H-4 Hercules bezeichnete Maschine wurde in einem großen, aus Holz errichteten Hangar mit den Abmessungen 228 m × 76 m (750 ft × 250 ft) gebaut. Alleine für den Brandschutz wurden sechs Mio. US-Dollar ausgegeben. Im März 1944 war zwar die Fertigstellung noch in weiter Ferne, die vorgesehenen 18 Mio. US-Dollar aber bereits aufgebraucht, so dass der ursprüngliche Vertrag auf ein Flugzeug reduziert wurde. Auch bei Kriegsende war der Bau noch nicht beendet, und Hughes musste sieben Mio. US-Dollar aus privaten Mitteln aufwenden, um die Maschine im Juni 1946 fertigstellen zu können.
Eine weitere Herausforderung war der Transport der H-4 über die 28-Meilen-Strecke von Culver City nach Terminal Island (Long Beach), der alleine 55.000 US-Dollar kostete. Die größten transportierten Teilstücke waren dabei die beiden 48,8 m langen Tragflächenteile.
Am 1. November 1947 wurde die Spruce Goose (Luftfahrzeugkennzeichen NX 37602) zu Wasser gelassen und erste Gleitversuche unternommen. Man schleppte sie am 2. November 1947 ins offene Wasser und Hughes absolvierte mit Journalisten aus aller Welt an Bord zwei schnelle Wasserfahrten; bei einem dritten Versuch um 13:40 Uhr hob das Flugboot zum ersten und einzigen Mal ab zu einem Flug von 1,5 km Länge in 20 m Höhe mit einer Geschwindigkeit von etwa 160 km/h. Dabei blieb das Flugzeug stets im Bereich des erhöhten Auftrieb gebenden Bodeneffekts. Seine Flugtauglichkeit außerhalb des Bodeneffekts ist daher nicht nachgewiesen. Die Werte für Flächenbelastung und Leistungsbelastung liegen bei voller Zuladung teilweise unter denen der einigermaßen vergleichbaren Martin JRM Mars, die dieselben Motoren verwendete; daher scheinen die errechneten Werte (siehe „Technische Daten“) für die Flugleistungen realistisch. Eine Simulation der Glyndwr University ergab, dass die Spruce Goose grundlegend flugfähig, wenn auch vermutlich schwierig zu fliegen gewesen wäre.
Anschließend wurde das Flugschiff in einem klimatisierten Hangar in Long Beach eingemottet, wobei es nach Hughes’ Anweisung in flugfähigem Zustand gehalten wurde und man sogar die Motoren jeden Monat einmal warmlaufen ließ. Erst nach dem Tod von Hughes (1976) konnte das Flugschiff der Öffentlichkeit zugänglich gemacht werden. Hierfür wurde ein gigantischer Rundkuppelhangar gebaut. Von 1981 bis 1992 diente die H-4 Hercules im Hafen von Long Beach zusammen mit dem großen Transatlantikliner Queen Mary als Ausstellungsstück. Seit 1992 steht das Flugboot im Evergreen Aviation Museum in McMinnville, Oregon.
Bis 2017 hatte dieses Flugschiff die größte Flügelspannweite sowie die größte Flügelfläche aller bisher gebauten Luftfahrzeuge. Die Spruce Goose war das erste Flugzeug mit vollständig hydraulisch angetriebenen Steuerflächen.

## Technische Daten
| Kenngröße                        | Daten (die Leistungsdaten sind Rechenwerte)                                               |
| -------------------------------- | ----------------------------------------------------------------------------------------- |
| Besatzung                        | 18                                                                                        |
| Passagiere                       | bis zu 750                                                                                |
| Länge                            | 66,74 m                                                                                   |
| Spannweite                       | 97,51 m                                                                                   |
| Höhe                             | 25,15 m                                                                                   |
| Flügelfläche                     | 1.061,80 m²                                                                               |
| Flügelstreckung                  | 9,0                                                                                       |
| Leermasse                        | ca. 122.500 kg                                                                            |
| Startmasse                       | ca. 181.500 kg                                                                            |
| Flächenbelastung                 | 124 kg/m² mit 10 t Zuladung – 170 kg/m² mit voller Zuladung 1                             |
| Antrieb                          | 8 × 28-Zylinder-Mehrfachsternmotoren Pratt & Whitney R-4360-4A mit je 2.240 kW (3.040 PS) |
| Leistungsbelastung               | 5,45 kg/PS bei 10 t Zuladung, 7,94 kg/PS bei voller Zuladung 2                            |
| Propeller                        | Vierblatt-Verstellpropeller Hamilton Standard mit 5,23 m Durchmesser                      |
| (Geplante) Höchstgeschwindigkeit | 378 km/h in Meereshöhe                                                                    |
| (Geplante) Reisegeschwindigkeit  | 320 km/h                                                                                  |
| (Geplante) Dienstgipfelhöhe      | 6.370 m                                                                                   |
| (Geplante) Reichweite            | 4.827 km                                                                                  |

Vergl. hierzu: Martin JRM „Mars“

## Erscheinen in öffentlichen Medien
- Im Film Rocketeer (1991): Die Hauptfigur, Cliff Secord, kann dem FBI aus Howard Hughes’ Haus entkommen, indem er an einem Modellflugzeug ins Freie segelt. Das Modell stellt die Spruce Goose dar, ein gigantisches Flugzeug, das von Hughes gebaut worden war und von dem man behauptete, es würde niemals fliegen. Dies ist der Hintergrund des ironischen Endes der Einstellung, wenn Hughes mit Blick auf das davonfliegende Modell meint: „It does fly!“ („Das verdammte Ding fliegt ja doch!“)
- Im Film Aviator (2004).
- Im Film Regeln spielen keine Rolle (2016) über das späte Leben des Howard Hughes
- In der TV-Serie Leverage, Staffel 5, Episode 1 – The (Very) Big Bird Job.
- Im Videospiel Crimson Skies taucht die Spruce Goose auf.
- In der Zeichentrickserie Käpt’n Balu und seine tollkühne Crew hat die Spruce Goose einen Auftritt in der Folge 43 „Balu auf dem Ball“ (bei 7m09s). Sie taucht hier unter dem Namen „Spruce Moose“ auf.
- In der Zeichentrickserie Die Simpsons hat die Spruce Goose einen Auftritt in der Folge „Vom Teufel besessen“ (Staffel 5, Folge 10). Sie taucht hier unter dem Namen „Spruce Moose“ auf (In der deutschen Übersetzung „Fichtenelch“)
- Im Videospiel L.A. Noire hat die Spruce Goose einen kurzen Auftritt in der Startsequenz. Außerdem kann man sie im DLC („Downloadable Content“) „Nicholson-Galvanisierung“ untersuchen.
- In der US-amerikanischen Disney-Channel-Zeichentrickserie Phineas und Ferb hat die Spruce Goose einen kurzen Auftritt am Anfang der Folge Der Papierpelikan. Ihre beeindruckende Größe verleitet Phineas und Ferb dazu, ein noch größeres Flugzeug aus Pappmaché zu konstruieren – den Papierpelikan. Als kleine Hommage an die Spruce Goose wird der Jungfernflug von Phineas und Ferbs Papierpelikan mit einer Landung auf dem Wasser beendet.
- Im Film Tucker (1988) (Alternativtitel Tucker – Ein Mann und sein Traum) trifft Tucker im Hangar der Spruce Goose, die man im Hintergrund sieht, mit Howard Hughes zusammen.
- Im Yogi-Bär-Film Abenteuer über den Wolken von 1987 (Originaltitel: Yogi Bear and the Magical Flight of the Spruce Goose) begibt sich Yogi Bär mit seinen Freunden an Bord der Spruce Goose auf ein abendfüllendes Abenteuer.
- Im Comic Die Abenteuer des Marsupilamis – Die Arche Noah (Carlsen Comics 1991, Originaltitel Fordlandia) taucht sie als N3240 in Fordlandia auf, wo ein durchgeknallter Milliardär eine Arche Noah daraus machen wollte.

## Weitere Großflugboote
- Rohrbach Ro X (1928)
- Dornier Do X (1929)
- Boeing 314 (1938)
- Dornier Do 214 (Projekt 1938)
- Blohm & Voss BV 222 (1940)
- Martin JRM (1942)
- Blohm & Voss BV 238 (1944)
- Saunders-Roe Princess (1952)